# Comuna Horoșkiv, Tetiiv
Horoșkiv (în ucraineană Горошків) este o comună în raionul Tetiiv, regiunea Kiev, Ucraina, formată din satele Horoșkiv (reședința) și Ridenke.

## Demografie
Componența lingvistică a comunei Horoșkiv
     Ucraineană (98,62%)
     Alte limbi (0,85%)
Conform recensământului din 2001, majoritatea populației comunei Horoșkiv era vorbitoare de ucraineană (98,62%), existând în minoritate și vorbitori de alte limbi.